# 2004年桑特群島地震
2004年桑特群島地震發生在當地時間2004年11月21日上午7時41分07秒（协调世界时上午11時41分07秒），矩震級為6.3級，最大烈度為VIII級（嚴重破壞）。此次地震以法国海外省瓜德罗普以南的一組小型群島——桑特群島命名（法語：Îles des Saintes，意思為「聖人群島」）。儘管它發生在小安的列斯群島俯衝帶附近，但這次地震是一次板塊內、正斷層的地震。地震造成一人死亡、13人受傷、40人無家可歸，但總體損失不算嚴重。據報發生一場小型且非破壞性的海嘯，但由於事發當天出現一場風暴，因此很難測量溯上和淹浸的距離。多米尼克的火山湖錄得異常影響，一場在三個月後發生的餘震造成額外的損失。

## 地质背景
雖然加勒比板块的南北邊界複雜且分散，地震活動區向外延伸數百公里，但東側邊界是小安的列斯群島俯衝帶。這條長850公里的隱沒帶的曲線並不平均，平均傾角為50至60度。目前已知的最大板塊界面地震是1843年發生的7.5—8.0級地震，但並未引發大規模海嘯。相反，1950年至1978年間最大的三次地震均是板塊內正斷層地震。
本次地震的主震和主要的餘震發生在先前提及的羅索斷層上，羅索斷層是一條長15公里、向東北傾斜的正斷層，位於北美洲板塊之上。羅索斷層形成桑特海峽的西部地塹，該地塹呈西北走向。1990年代末的測深研究表明，其垂直斷層懸崖接近120米高。斷層的類型主要是正斷層，但包括少量的左移斷層，並可能引發水文或火山效應，兩者均在多米尼克觀察到，而當地一個被淹沒的火山噴氣孔排水兩次。

## 震害情况

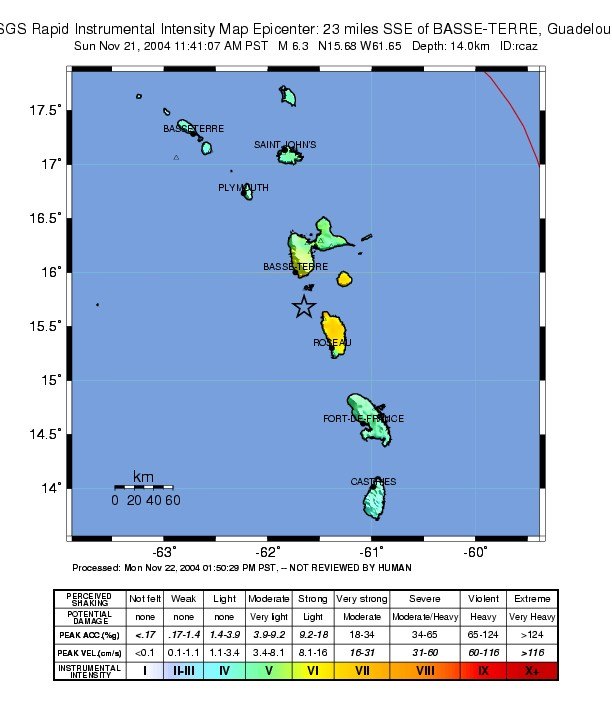
美國地質調查局有關這次地震的烈度分佈圖

### 建筑损害
特尔德欧錄得最大烈度為VIII度（嚴重破壞），舒格洛夫（Sugarloaf）附近的一所學校、一座教堂和一些房屋遭受嚴重破壞。特尔德巴也錄得相同的烈度，當地受到中等且非結構性的破壞。在小安斯，當地有一些牆壁受到小規模破壊，但沒有完全倒塌。在玛丽-加朗特岛的格朗堡的地震烈度為VI至VII度（輕微破壞至中等破壞），市政廳、一座教堂和一所學院都被塗上了紅色標記，表示不能再用。附近的聖路易市鎮也錄得相同的烈度，當地新建的市政廳出現明顯的裂縫，教堂也因餘震可能破壞彩色玻璃窗而關閉。

### 地质现象
主震發生後的幾周內，瓜德羅普的蘇弗里耶爾火山（一座活躍的複式火山）並無觀察到異常的地球化學或地震活動，但在多米尼克南部靠近荒涼谷（Valley of Desolation）的地方，遊客在圣诞节當日發現被稱為沸湖的一個被淹沒的火山噴氣孔。該10至15米深的沸湖位於活躍的地熱區，溫度（攝氏80至90度之間）和水位十分穩定。到翌年2月中旬，湖水再次滿溢，但水溫還未回復正常。在2月14日一場5.8級餘震後水位再次下降。

## 观测研究

### 餘震
到2月中旬，餘震基本上已不復見，且每次地震之間的間隔也越來越遠。2月14日，發生一場強烈但破壞性較輕的餘震。這也是一次正斷層地震，發生在距離11月21日主震西北約7公里處。造成的損失較小，道路出現裂縫、一些水管破裂、牆壁和屋頂受損，包括一些在主震期間遭受破壞的地方。

### 海嘯
地震後發生了一場小型海嘯，雖然沒有潮汐儀錄得這次海嘯，但科學家們在幾天後到達現場進行調查。調查當天出現一場規模龐大的風暴，可能導致無法以目測方式觀察海嘯，但瓜德羅普的目擊者指出海平面「稍微」下降，達到50厘米。在桑特群島的穆里耶灣，一位船長指出，地震發生後三分鐘，海水下降約80厘米，並從海岸後退約五米。在安斯羅德里格，海嘯向前推進了42米。調查人員在昂斯帕若（Anse Pajot）錄得海水上升了50厘米，但很難與风暴潮进行区分。在高地島的大安斯海灘（Grande-Anse beach）和朗斯羅德里格（L'anse Rodrigue），以及低地島的大安斯（Grande-Anse）錄得最高兩米的海啸波高。在距離震央30公里的卡佩斯泰尔贝洛也錄得海嘯。

## 延伸閱讀
- Hughes, A.; Escartín, J.; Billant, J.; Leclerc, F.; Andreani, M.; Olive, J.-A.; Arnaubec, A.; Dano, A.; Delorme, A.; Deplus, C.; Feuillet, N.; Gini, C.; Gracias, N.; Hamelin, C.; Istenič, K.; Komorowski, Jean-C.; Le Friant, A.; Marchand, C.; Mével, C.; Onstad, S. L.; Quidelleur, X. . Communications Earth & Environment. 2023, 4 (1). ISSN 2662-4435. doi:10.1038/s43247-023-00919-x.

## 外部連結
- M6.3 - Dominica region, Leeward Islands （页面存档备份，存于）——美國地質調查局
- The International Seismological Centre has a bibliography and/or authoritative data for this event.